# Редешть (комуна, Галац)
Редешть, Редешті (рум. Rădești) — комуна у повіті Галац в Румунії. До складу комуни входять такі села (дані про населення за 2002 рік):
- Кручану (313 осіб)
- Редешть (1399 осіб)

Комуна розташована на відстані 224 км на північний схід від Бухареста, 74 км на північ від Галаца, 121 км на південь від Ясс.

## Населення
У 2009 року у комуні проживали 1603 особи.

## Зовнішні посилання
- Дані про комуну Редешть на сайті Ghidul Primăriilor